# Eutheriodontia
Eutheriodontia es un clado extinto de terápsidos que incluye a los terocéfalos y los cinodontes. El clado fue propuesto en 1986, aunque la relación cercana entre los terocéfalos y los cinodontes se ha reconocido por muchos años. 
Se cree que los terocéfalos y los cinodontes divergieron en el Pérmico Medio, y cada grupo desarrolló independientemente rasgos similares a los de los mamíferos, incluyendo un paladar secundario y la pérdida de una barra postorbital (estas características se mantuvieron en los mamíferos, que se consideran un grupo derivado de los cinodontes). 
Las características mamíferas que ambos grupos heredaron de un antepasado común incluyen la pérdida de dientes en el paladar, la expansión del hueso epiptérgico en la base del cráneo (un área llamada el alisfenoide en mamíferos), y el estrechamiento del techo del cráneo a una estrecha cresta sagital que corre entre grandes aberturas temporales.
El grupo de los cinodontos posteriormente darían origen a los ancentros más próximos de los mamíferos.